# Penicillus (grzyby)

Budowa penicillusa; kolejno od lewej: konidia, fialidy, metule, ramiona, konidiofor

Penicillus – występująca u niektórych rodzajów grzybów (np. Penicillium, Purpureocillium) struktura wytwarzająca zarodniki konidialne. Składa się z konidioforu (trzonka), który rozgałęzia się na ramiona, te na gałązki zwane metulami, które znów rozgałęziają się na fialidy będące komórkami konidiotwórczymi. Na fialidach powstają zarodniki konidialne, zwykle w łańcuszkach.
Budowa penicillusa jest jedną z ważniejszych cech umożliwiających identyfikację gatunków. Penicillusy tworzą okółkowo rozgałęzione struktury. W zależności od liczby okółków wyróżnia się:
- penicillusy pojedyncze (jednookółkowe, monowertycjoidalne) to znaczy, że fialidy powstają bezpośrednio na konidioforach bez pośrednich elementów podtrzymujących;
- penicillusy podwójne (dwuokółkowe, biwertycjoidalne), czyli fialidy są podtrzymywane przez metule;
- penicillusy potrójne (trzyokółkowe, triwertycjoidalne), składające się z trzech okółków (ramion, metuli i fialid).
- penicillusy poczwórne (czterookółkowe, tetrawertycjoidalne), składające się z czterech okółków (oprócz ramion, metuli i fialid jeszcze jeden okółek).

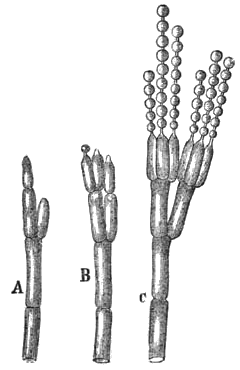
Penicilusy: A – monowertycjoidalne, B – diwertycjoidalne, C – triwertycjoidalne

Klasyfikacja w obrębie Penicillium opiera się przede wszystkim na mikroskopowej morfologii struktury penicillusa. Może on być regularnie (symetrycznie) rozgałęziony, lub nieregularnie. Zwykle penicillusy jedno i dwuokółkowe są symetryczne, penicillusy trzy i czterookółkowe częściej są niesymetryczne. Rodzaj Penicillium jest podzielony na podrodzaje na podstawie liczby i układu fialid oraz metuli i ramion. Obecnie akceptowana klasyfikacja obejmuje cztery podrodzaje:
- w podrodzaju Aspergillosis penicillusy są pojedyncze (monowertycjoidalne);
- w podrodzajach Furcatum i Verticillium penicillusy są podwójne (biwertycjoidalne);
- w podrodzaju Penicillium penicillusy są potrójne (triwertycjoidalne).
- u kilku gatunków penicillusy są poczwórne (tetrawertycjoidalne)

Oddzielenie podrodzaju Furcatum od podrodzaju Biverticillium opiera się na niewielkich różnicach w kształcie fialid, długości metuli i niektórych innych cechach, które nie są oczywiste na pierwszy rzut oka, ale odzwierciedlają podstawowe różnice filogenetyczne między podrodzajem Biverticillium a innymi podrodzajami.